# Villa Luganese
Villa Luganese est un quartier de la ville de Lugano (Suisse) et une ancienne commune suisse du canton du Tessin.

## Histoire

Photo aérienne (1948)

Villa Luganese est une ancienne commune suisse depuis le 1er janvier 2008. Elle est absorbée par la commune de Lugano comme Carabbia et Barbengo depuis le 1er janvier 2008. Son ancien numéro OFS est le 5235